# Puthalam
Puthalam es una ciudad y nagar Panchayat situada en el distrito de Kanyakumari en el estado de Tamil Nadu (India). Su población es de 13073 habitantes (2011).

## Demografía
Según el censo de 2011 la población de Puthalam era de 13073 habitantes, de los cuales 6449 eran hombres y 6624 eran mujeres. Puthalam tiene una tasa media de alfabetización del 92,86%, superior a la media estatal del 80,09%: la alfabetización masculina es del 94,84%, y la alfabetización femenina del 90,91%.